# Metro Ligeiro de Mirandela

O Metropolitano Ligeiro de Mirandela é uma empresa criada pela Câmara Municipal de Mirandela para transporte coletivo de passageiros em meio ferroviário ligeiro de superfície. O grupo societário é constituído pela Câmara Municipal de Mirandela (90%) e pela CP (10%). Os serviços ferroviários prestados pela empresa foram suspensos em 14 de dezembro de 2018.

## História

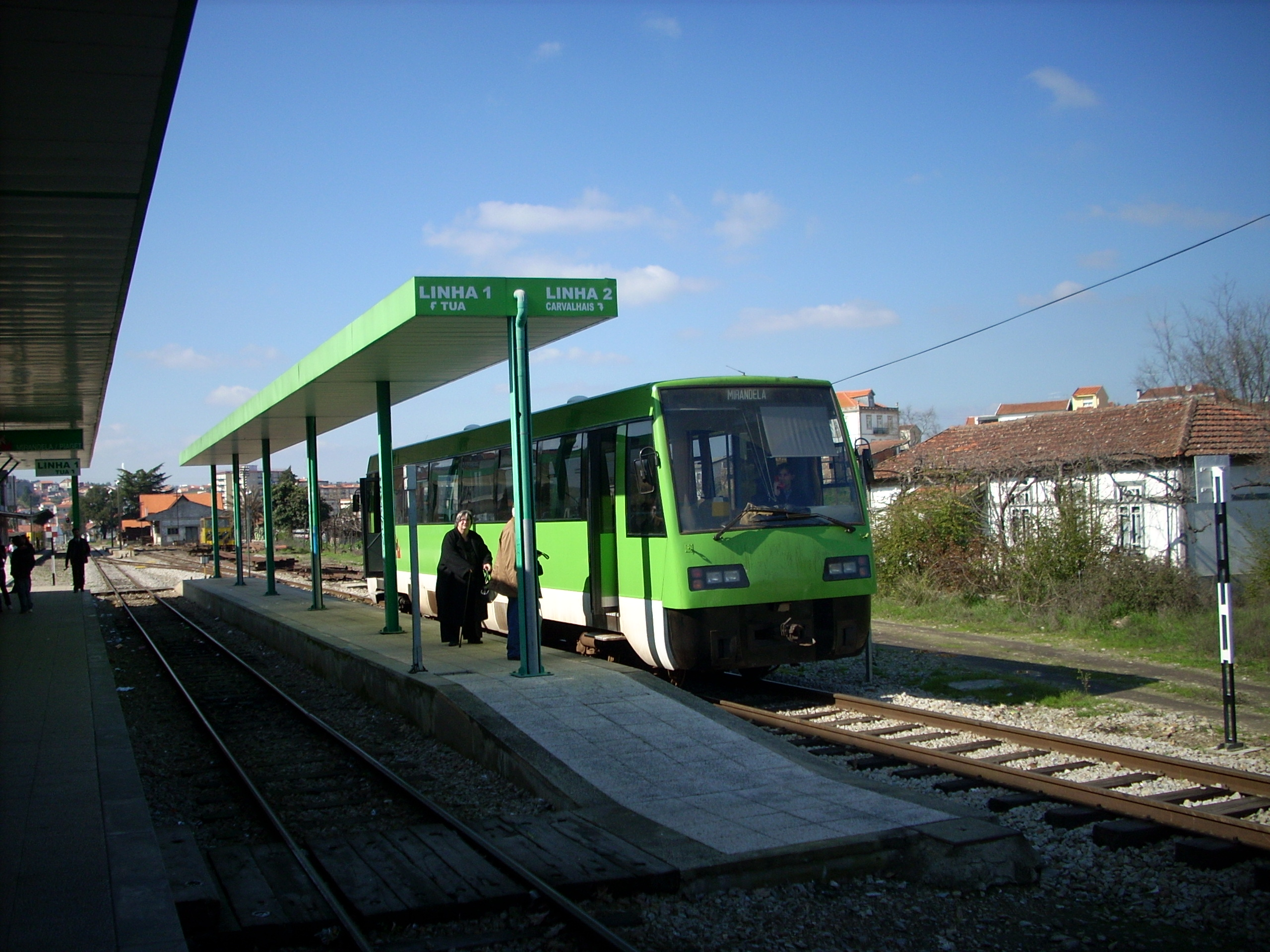
Comboio na Estação de Mirandela.

A criação da Metro de Mirandela ocorreu em 1995, firmada no Decreto-Lei nº24/95 de 8 de Fevereiro, e surgiu em resposta a um conjunto de «medidas de racionalização das linhas de baixa procura» que a CP pôs em prática no início da década de 1990, neste caso, com a amputação da Linha do Tua, que antes ligava a Linha do Douro (na estação do Tua) a Bragança, e que em 1991–1992 viu encerrado o troço entre esta cidade e Mirandela.
A partir de 28 de junho de 1995, a nova empresa passou a explorar o troço entre Mirandela e Carvalhais, no qual criou mais paragens (Mirandela-Piaget, Tarana, Jacques Delors e Jean Monet). Por concessão da CP, esta empresa passou a assegurar também, desde 21 de outubro de 2001, o serviço no restante troço activo da Linha do Tua (de Tua a Mirandela).
A 12 de fevereiro de 2007, perto do apeadeiro de Castanheiro, a automotora Bruxelas sofreu um grave acidente, no qual morreram 3 pessoas, e outras 2 ficaram feridas. A automotora viria a ser desmantelada, desfalcando a frota do Metro de Mirandela.
A 22 de agosto de 2008, outro grave acidente causou a morte a uma pessoa e ferindo outras 43. A partir deste dia a circulação do Metro de Mirandela foi interrompida entre a estação do Cachão e a do Tua.
Com a suspensão da ligação, a CP contratou uma frota de 4 táxis para realizar oito ligações diárias a cobrir todas as estações até ao Tua.
Em 16 de agosto de 2010 foi reportado que a população local queixava-se do mau serviço prestado pela ligação de táxis, que foi incumbida de prestar a ligação desde o acidente de 2008.  
Entre as queixas foi apontada a redução das ligações e horários, que seriam incompatíveis com as necessidades da população, a reduzidíssima oferta de lugares, e o mau trato por parte de alguns taxistas .
De acordo com José Silvano, presidente do metro de Mirandela, cerca de 125 mil euros são gastos anualmente com o serviço de táxi, que levam o metro de Mirandela a acumular um prejuízo de 10 mil euros mensais.
Em 22 de setembro de 2011 foi noticiado que o metro ligeiro de Mirandela poderia deixar de fazer a ligação entre a cidade e o Cachão a partir do início de 2012.
O corte seria motivado por um prejuízo mensal de 10 mil euros suportado apenas pela autarquia de Mirandela, bem como o adiamento da implementação do plano de mobilidade previsto para o Vale do Tua.
No dia 28 de dezembro de 2011 foi assinado um protocolo de entendimento entre as autarquias de Tua, Mirandela, Vila Flor, Carrazeda de Ansiães, Alijó e Murça, a administração da CP e a Refer, que permitiu que o Metro Ligeiro de Mirandela continuasse a efectuar a ligação entre Mirandela e Cachão.
A 1 de julho de 2012 a CP deixou de financiar a frota de táxis que foi contratada em 2008 como substituição de emergência à ligação do metro de Mirandela entre a estação do Cachão e a estação do Tua, e em consequência o serviço de táxis alternativo deixou de circular a partir desse dia.
A suspensão do serviço deveu-se à CP ter deixado de ter qualquer responsabilidade pela Linha do Tua, por esta ter sido oficialmente desactivada e ter deixado de pertencer à Rede Ferroviária Nacional.
A 3 de Janeiro de 2013 foi noticiado que o metro ligeiro de Mirandela poderia acabar.  António Branco, o presidente da Câmara de Mirandela e também presidente do metro ligeiro de Mirandela, afirmou que a possibilidade do fim da empresa devia-se à nova legislação do sector empresarial da administração local que forçava a dissolução de empresas municipais que acumulassem prejuízos e dívidas avultadas.
António Branco também terá manifestado que a Câmara Municipal de Mirandela não tinha condições para assumir os encargos, tendo sugerido que estes fossem assumidos por outras entidades como a agência de desenvolvimento do Vale do Tua.
A 14 de dezembro de 2018 os serviços feroviários da Linha do Tua foram suspensos, para permitir obras na linha e a reparação das automotoras, que passarão a fazer parte do Plano de Mobilidade do Tua. O plano prevê o encerramento do troço Mirandela–Carvalhais.

## Dados da empresa
- Capital Social: 125 000 €[11][12]
- Custos anuais globais: 240 000 € [13]
- Funcionários: 5

Devido à constante instabilidade sobre o futuro da Linha do Tua e da empresa, introduzidas pela construção da barragem do Tua e o seu Plano de Mobilidade, 3 funcionários do quadro da empresa e 1 funcionário em regime de trabalhador independente viram-se forçados a abandonar a empresa entre 2010 e 2012, reduzindo o seu efectivo a 3 Operadores de Sistemas de Transporte (assim designados graças à sua habilitação tanto para as funções de maquinista como de revisor) e 1 secretária.
A empresa terminou os exercícios económicos de 2012 e 2013 com as contas a positivo.

## Frota

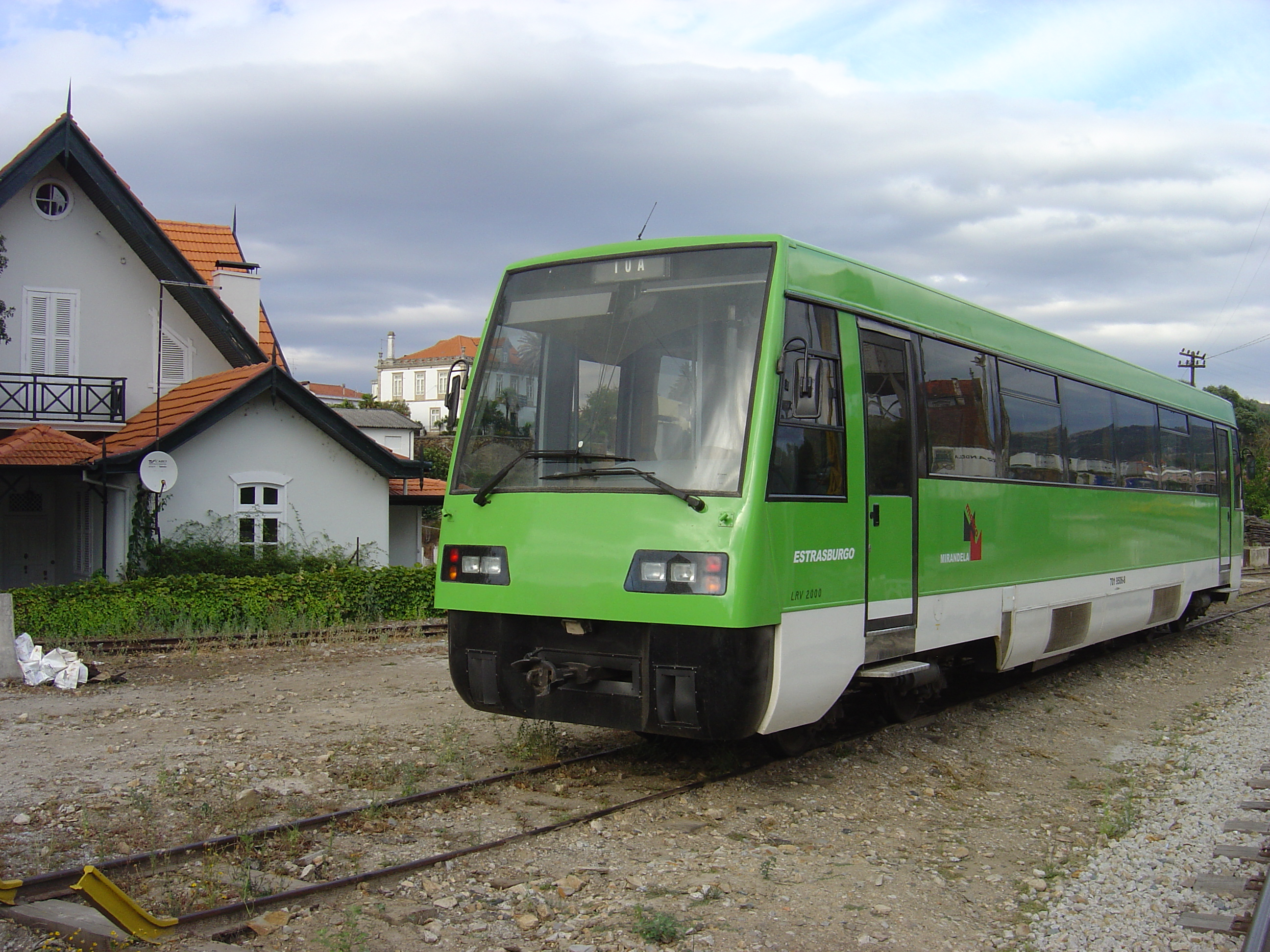
Automotora do Metropolitano de Mirandela.

A frota do Metro de Mirandela é composta por 2 automotoras LRV 2000, adquiridas à CP (Série 9500) — descendentes das Xepas, compradas à então Jugoslávia, e que após servirem nas Linhas do Corgo e do Tua, foram requalificadas nas oficinas ferroviárias de Guifões.
Inicialmente eram quatro automotoras, que foram pintadas de verde (as afetas à CP são vermelhas) e batizadas com nomes de cidades europeias: Bruxelas, Lisboa, Estrasburgo e Paris. A automotora Bruxelas foi desmantelada in situ após o acidente de 12 de Fevereiro de 2007, e a Lisboa encontra-se nas oficinas de Guifões aguardando uma decisão sobre a sua recuperação ou desmantelamento.

## Rede - Linha do Tua
Incialmente, o Metro de Mirandela pretendia explorar os 16 km da Linha do Tua que vão da estação de Carvalhais - reabrindo assim o troço de 4 km de Mirandela a Carvalhais, encerrado a 15 de Dezembro de 1991 alegadamente por razões de segurança - à estação do Cachão, que é a última estação a Sul no concelho de Mirandela.
No entanto, esta expectativa ficou-se mesmo pelos 4 km de via entre Mirandela e Carvalhais, que continuam a ser até hoje os únicos quilómetros cuja responsabilidade de manutenção é da inteira responsabilidade do Metro de Mirandela, a qual é realizada com recurso a pessoal e material da REFER apenas em questões ligadas às obras de arte (túnel e pontão de Mirandela) e à deservagem química da via. O facto da CP continuar a explorar o troço Tua - Mirandela, no qual se inclui o troço Cachão - Mirandela, poderá ter contribuído para que o Metro de Mirandela passasse os seus primeiros 6 anos de vida a explorar apenas o troço Mirandela - Carvalhais.
A velocidade aqui praticada situar-se-ia inicialmente entre os 50 e os 60 km/h, atestando uma vez mais que apenas as condições da via, e não o seu traçado, impediam que os comboios na Linha do Tua não circulassem acima dos 45 km/h com que o troço Tua - Mirandela se viu restrito desde a década de 1980 até 2007, degradando as condições de conforto a bordo e o tempo de viagem.
Aqui, para além das estações de Mirandela, São Sebastião e Carvalhais, foram construídas as estações de Mirandela-Piaget (que viria a substituir integralmente a centenária estação de Mirandela em 2009, e que serve também como central de camionagem de Mirandela, tornando-a a única estação rodo-ferroviária de Trás-os-Montes), Tarana, Jacques Delors, e Jean Monnet. Se a gestão das novas estações está a cargo da Câmara Municipal de Mirandela, a das estações de São Sebastião e de Carvalhais continuam a ser, caricatamente, alvo de discussão.

Foi só a 21 de Outubro de 2001 que o Metro de Mirandela viria a explorar não só o troço que lhe faltava dos seus planos originais (Mirandela - Cachão), mas toda a Linha do Tua de Mirandela ao Tua. 